# Drosophila paraguttata
Drosophila paraguttata este o specie de muște din genul Drosophila, familia Drosophilidae, descrisă de Thompson în anul 1957. Conform Catalogue of Life specia Drosophila paraguttata nu are subspecii cunoscute.